# Ericeia brunnescens
Ericeia brunnescens är en fjärilsart som beskrevs av Pieter Cornelius Tobias Snellen 1880. Ericeia brunnescens ingår i släktet Ericeia och familjen nattflyn. Inga underarter finns listade i Catalogue of Life.